# Lijst van voetbalinterlands Bahrein - Syrië (vrouwen)
Deze lijst van voetbalinterlands is een overzicht van alle officiële voetbalinterlands tussen de nationale vrouwenteams van Bahrein en Syrië. De landen hebben tot nu toe twee keer tegen elkaar gespeeld.

## Wedstrijden
| № | Plaats | Datum             | Competitie                        | Wedstrijd       | Uitslag |
| - | ------ | ----------------- | --------------------------------- | --------------- | ------- |
| 1 | Amman  | 29 september 2005 | West-Aziatisch kampioenschap 2005 | Syrië − Bahrein | 2 − 1   |
| 2 | Manama | 20 oktober 2010   | Vriendschappelijk                 | Bahrein − Syrië | 3 − 1   |

## Samenvatting
| Competitie                   | Totaal gespeeld | Winst Bahrein | Gelijk | Winst Syrië | Doelsaldo Bahrein – Syrië |
| ---------------------------- | --------------- | ------------- | ------ | ----------- | ------------------------- |
| West-Aziatisch kampioenschap | 1               | 0             | 0      | 1           | 1 − 2                     |
| Vriendschappelijk            | 1               | 1             | 0      | 0           | 3 − 1                     |
| Totaal                       | 2               | 1             | 0      | 1           | 4 − 3                     |